# Union des fabricants
L’Union des fabricants pour la protection internationale de la propriété intellectuelle (Unifab) est une association française dont le but est de défendre la propriété intellectuelle.

## Historique
Créée en 1872 par des pharmaciens, l'association s'est notamment donnée pour mission d'intervenir dans l'élaboration de nombreux traités internationaux. Elle a participé à l'élaboration de la Convention de Paris pour la protection de la propriété industrielle (1883), puis de l'Arrangement de Madrid concernant l'enregistrement international des marques de fabrique ou de commerce (1891).
En France, elle est reconnue d'utilité publique dès 1877 et passe sous le régime de la loi sur les associations en 1901. Elle participe à la création de l'Office national des marques de fabrique et des brevets d'invention en 1901 et recommande l'établissement du premier registre des marques qui servira de base à l'Institut national de la propriété industrielle (INPI).
En 1951, elle crée le Musée de la Contrefaçon, à Paris. Ce musée didactique permet au visiteur de s'informer sur les effets néfastes de la contrefaçon. Il présente un éventail très diversifié de produits contrefaits et de modèles authentiques afin que le visiteur apprenne à les différencier.
Aujourd’hui, l’Unifab regroupe près de 200 adhérents (entreprises, groupes, fédérations professionnelles) représentant tous les secteurs d’activité touchés par la contrefaçon (luxe, médicament, logiciel, sport, jouet, automobile, etc.).

## Activités

### Informer et soutenir les entreprises et les milieux professionnels
L'Unifab organise des commissions sur les pratiques et les législations en matière de protection de la propriété industrielle et de lutte contre la contrefaçon. Ces commissions donnent notamment lieu à la signature de chartes, à la rédaction de Livres Verts, à des Codes de bonne conduite, à la réalisation de dossiers et d'études.
Elle organise également, chaque année à Paris, le Forum européen de la propriété intellectuelle, qui constitue un lieu de discussions et de rencontre pour tous les professionnels de la propriété intellectuelle, la Journée Mondiale Anti-Contrefaçon qui permet une mise en lumière d'un secteur d'activité particulièrement touché par la contrefaçon. Nombreuses sont les réunions et commissions juridiques et techniques dédiées à aborder des sujets d'actualité qui concernent la propriété intellectuelle et la lutte contre les faux produits. 
Des relations étroites sont entretenues avec tous les acteurs impliqués dans la défense de la propriété intellectuelle : avocats et conseils en propriété industrielle, services des Douanes, DGCCRF, Police judiciaire, Gendarmerie, ministères, Postes d'Expansion Économique, autres associations nationales de lutte anti-contrefaçon et enfin les plateformes de ventes en ligne avec lesquelles l'Unifab entretien des relations étroites afin d'endiguer la présence des faux produits en ligne.
Pour répondre à la dimension internationale prise par le phénomène de la contrefaçon, l'Unifab a ouvert, en 1980 et 1998, des bureaux à Tokyo (Japon) et Pékin (Chine) puis en 2016 un réseau d'experts internationaux présents dans 22 pays.

### Fournir des services d'authentification
L'Unifab, notamment en collaboration avec les services des Douanes, représente certains titulaires de droits en vue d'identifier des produits de contrefaçon présumés durant les procédures de saisie ou de retenue douanière. 

### Former
L'Unifab et ses adhérents organisent des formations destinées aux administrations publiques (service des Douanes, Police, Direction générale de la concurrence, de la consommation et de la répression des fraudes (DGCCRF), etc.) afin de les aider à reconnaitre les produits contrefaits. 

### Coopérer avec les services publics
L'Unifab collabore avec les autorités publiques françaises, européennes et internationales, notamment le Comité National Anti-Contrefaçon (CNAC), dont elle est membre, l'Institut national de la propriété industrielle (INPI), la Commission européenne, l'Office de l'Union européenne pour la propriété intellectuelle (OHMI), l'Office européen des brevets (OEB), l'Organisation mondiale de la propriété intellectuelle (OMPI), l'Organisation mondiale des douanes (OMD), l'Organisation mondiale du commerce (OMC) et l'Organisation internationale de police criminelle (Interpol). 
Elle est un membre fondateur du Global Anti-Counterfeiting Group (GACG), groupe réunissant les associations nationales anti-contrefaçon à travers le monde et dont les objectifs sont d'être un réseau international d'échange de bonnes pratiques et un outil pour élaborer des campagnes de sensibilisation du consommateur et préside la comité européen de cette instance internationale. 

### Sensibiliser le consommateur
La prise de conscience du consommateur, maillon final de la chaîne, et la médiatisation du phénomène, sont des priorités pour freiner l'expansion de la contrefaçon et pour qu'elle demeure au premier rang des préoccupations politiques. 
Ainsi, l'Unifab est en contact permanent avec les médias. Elle informe le grand public des dangers, de l'ampleur et du développement du fléau, notamment par le biais du Musée de la Contrefaçon. Ce musée atypique a été créé en 1959 et se situe dans les locaux de l'association au 16 rue de la Faisanderie, à Paris. Elle organise annuellement l'édition française de la journée mondiale anti-contrefaçon et élabore de nombreuses campagnes de sensibilisation des consommateurs chaque année.

### Lobbying
L'association participe également à des actions de lobbying au profit de ses adhérents auprès de la Commission européenne, des organisations internationales et du gouvernement français. Elle est notamment intervenue en 2022 sur la réouverture de la Directive européenne le "Digital Services Act" DSA afin de contribuer à améliorer le cadre législatif des règles sur internet qui n'a subi aucune évolution depuis plus de 20 ans.
L'Unifab est à l'origine de la rédaction d'un rapport intitulé « Contrefaçon & terrorisme ». Cette publication, remise officiellement au gouvernement le 28 janvier 2016 par le ministre des Finances et des Comptes publics M. Michel Sapin, met en exergue les liens étroits qui unissent la contrefaçon aux plus grands réseaux terroristes, au travers de la citation et du recueil de 10 années d'exemples, issus de sources institutionnelles et industrielles.  